# Imoco Volley 2019-2020
Questa voce raccoglie le informazioni riguardanti l'Imoco Volley nelle competizioni ufficiali della stagione 2019-2020.

## Stagione
La stagione 2019-20 è per l'Imoco Volley, con il nome sponsorizzato di Antonio Carraro Imoco Conegliano solamente per la Champions League, l'ottava consecutiva in Serie A1. In panchina viene confermato Daniele Santarelli, così come buona parte della rosa: tra i nuovi acquisti quelli di Paola Egonu, Chiaka Ogbogu, Jennifer Geerties e Indre Sorokaite, mentre tra le cessioni quelle di Samanta Fabris, Anna Danesi e Karsta Lowe.
Il girone di andata del campionato è costellato esclusivamente da vittorie, con una sola sconfitta, alla nona giornata, in casa della Wealth Planet Perugia, chiudendo al primo posto in classifica e qualificando la squadra di Conegliano alla Coppa Italia. Anche il girone di ritorno è un susseguirsi di successi; tuttavia il campionato viene prima sospeso e poi definitivamente interrotto a causa del diffondersi in Italia della pandemia di COVID-19: al momento dell'interruzione la squadra stazionava al primo posto in classifica.
Grazie ai risultati ottenuti nella stagione precedente, l'Imoco partecipa alla Supercoppa italiana, vincendo il trofeo grazie al successo per 3-0 sull'AGIL.
Il primo posto in classifica al termine del girone di andata della Serie A1 2019-20 permette al club veneto di disputare la Coppa Italia. Si qualificata alla Final Four di Busto Arsizio sconfiggendo nei quarti di finale il Chieri '76: nelle semifinali supera la Savino Del Bene, per poi aggiudicarsi per la seconda volta la coppa battendo in finale le padrone di casa della UYBA.
L'Imoco ottiene le wild card per partecipare al campionato mondiale per club 2019. Chiude al primo posto nel proprio girone con tre vittorie su tre gare disputate: nella fase a eliminazione diretta supera nelle semifinali il VakıfBank e poi in finale l'Eczacıbaşı, conquistando il torneo per la prima volta.
I risultati della stagione precedente consentono al club di Conegliano di giocare la Champions League. Nella fase a gironi vince il proprio raggruppamento ottenendo sei vittorie su sei gare disputate. Nei quarti di finale vince la gara di andata contro la squadra del MTV Stoccarda: a seguito del diffondersi della pandemia di COVID-19, le società decidono di non disputare la gara di ritorno e di considerare valida ai fini della qualificazione soltanto quella di andata, promuovendo quindi alle semifinali la squadra italiana; tuttavia il torneo viene definitivamente interrotto.

## Organigramma societario
Area direttiva
- Presidente: Piero Garbellotto

Area tecnica
- Allenatore: Daniele Santarelli
- Allenatore in seconda: Alessio Simone
- Assistente allenatore: Valerio Lionetti
- Scout man: Tommaso Barbato

Area sanitaria
- Medico: Claudio Della Torre, Vito Lamberti, Lorenzo Segre
- Preparatore atletico: Marco Da Lozzo
- Fisioterapista: Ilenia Marin, Andrea Martinelli

## Rosa
| N° | Nome              | Ruolo | Data di nascita  | Nazionalità sportiva |
| -- | ----------------- | ----- | ---------------- | -------------------- |
| 1  | Indre Sorokaite   | S/O   | 2 luglio 1988    | Italia               |
| 5  | Robin de Kruijf   | C     | 5 maggio 1991    | Paesi Bassi          |
| 6  | Jennifer Geerties | S     | 5 aprile 1994    | Germania             |
| 7  | Raphaela Folie    | C     | 7 marzo 1991     | Italia               |
| 8  | Eleonora Fersino  | L     | 24 gennaio 2000  | Italia               |
| 9  | Alexandra Botezat | C     | 3 agosto 1998    | Italia               |
| 10 | Monica De Gennaro | L     | 8 gennaio 1987   | Italia               |
| 11 | Chiaka Ogbogu     | C     | 15 aprile 1995   | Stati Uniti          |
| 12 | Terry Enweonwu    | S/O   | 12 maggio 2000   | Italia               |
| 13 | Giulia Gennari    | P     | 23 giugno 1996   | Italia               |
| 14 | Joanna Wołosz     | P     | 7 aprile 1990    | Polonia              |
| 15 | Kimberly Hill     | S     | 30 novembre 1989 | Stati Uniti          |
| 17 | Myriam Sylla      | S     | 8 gennaio 1995   | Italia               |
| 18 | Paola Egonu       | S/O   | 18 dicembre 1998 | Italia               |

## Mercato
| Acquisti | Acquisti          | Acquisti             | Acquisti   |
| R.       | Nome              | da                   | Modalità   |
| -------- | ----------------- | -------------------- | ---------- |
| C        | Alexandra Botezat | UYBA                 | definitivo |
| S/O      | Paola Egonu       | AGIL                 | definitivo |
| S/O      | Terry Enweonwu    | Club Italia          | definitivo |
| S        | Jennifer Geerties | Dresdner             | definitivo |
| P        | Giulia Gennari    | Libertas Martignacco | definitivo |
| C        | Chiaka Ogbogu     | Chemik Police        | definitivo |
| S/O      | Indre Sorokaite   | San Casciano         | definitivo |

| Cessioni | Cessioni          | Cessioni          | Cessioni   |
| R.       | Nome              | a                 | Modalità   |
| -------- | ----------------- | ----------------- | ---------- |
| S/O      | Samanta Fabris    | Dinamo-Kazan      | definitivo |
| C        | Anna Danesi       | Pro Victoria      | definitivo |
| P        | Marta Bechis      | VolAlto Caserta   | definitivo |
| S        | Megan Hodge       | -                 | ritirata   |
| O        | Karsta Lowe       | UYBA              | definitivo |
| C        | Gaia Moretto      | Filottrano        | definitivo |
| S/O      | Miyu Nagaoka      | Hisamitsu Springs | definitivo |
| S        | Elina Rodríguez   | Mondovì           | definitivo |
| S        | Valentina Tirozzi | -                 | ritirata   |

## Risultati

### Serie A1

#### Girone di andata
| 1ª giornata - 12 ottobre 2019 PalaVerde, Villorba             | Imoco                 | 3 - 0 | Pro Victoria    | 25-19, 25-23, 25-20               |
| 2ª giornata - 20 ottobre 2019 PalaTriccoli, Jesi              | Filottrano            | 0 - 3 | Imoco           | 11-25, 23-25, 23-25               |
| 3ª giornata - 27 ottobre 2019 PalaVerde, Villorba             | Imoco                 | 3 - 0 | Casalmaggiore   | 25-21, 25-16, 25-18               |
| 4ª giornata - 31 ottobre 2019 PalaVignola, Caserta            | VolAlto Caserta       | 2 - 3 | Imoco           | 22-25, 25-21, 18-25, 25-21, 13-15 |
| 5ª giornata - 4 novembre 2019 PalaVerde, Villorba             | Imoco                 | 3 - 0 | Bergamo         | 25-21, 29-27, 25-16               |
| 6ª giornata - 9 novembre 2019 PalaTerdoppio, Novara           | AGIL                  | 1 - 3 | Imoco           | 21-25, 25-23, 23-25, 18-25        |
| 7ª giornata - 12 novembre 2019 PalaCastagnaretta, Cuneo       | Cuneo Granda          | 0 - 3 | Imoco           | 23-25, 14-25, 20-25               |
| 8ª giornata - 24 novembre 2019 PalaVerde, Villorba            | Imoco                 | 3 - 0 | Savino Del Bene | 25-23, 25-10, 25-15               |
| 9ª giornata - 12 dicembre 2019 PalaEvangelisti, Perugia       | Wealth Planet Perugia | 3 - 2 | Imoco           | 25-15, 23-25, 25-18, 17-25, 15-10 |
| 10ª giornata - 16 ottobre 2019 PalaGeorge, Montichiari        | Millenium Brescia     | 0 - 3 | Imoco           | 17-25, 15-25, 14-25               |
| 11ª giornata - 15 dicembre 2019 PalaVerde, Villorba           | Imoco                 | 3 - 0 | Chieri '76      | 25-19, 25-16, 25-16               |
| 12ª giornata - 22 dicembre 2019 Nelson Mandela Forum, Firenze | San Casciano          | 0 - 3 | Imoco           | 21-25, 16-25, 23-25               |
| 13ª giornata - 26 dicembre 2019 PalaVerde, Villorba           | Imoco                 | 3 - 0 | UYBA            | 25-13, 25-12, 25-15               |

#### Girone di ritorno
| 14ª giornata - 15 gennaio 2020 Palazzetto dello Sport, Monza    | Pro Victoria    | 0 - 3 | Imoco                 | 22-25, 19-25, 22-25        |
| 15ª giornata - 19 gennaio 2020 PalaVerde, Villorba              | Imoco           | 3 - 1 | Filottrano            | 25-23, 23-25, 25-22, 25-11 |
| 16ª giornata - 25 gennaio 2020 PalaRadi, Cremona                | Casalmaggiore   | 0 - 3 | Imoco                 | 18-25, 23-25, 20-25        |
| 17ª giornata - 9 febbraio 2020 PalaVerde, Villorba              | Imoco           | 3 - 0 | VolAlto Caserta       | 25-9, 25-15, 25-9          |
| 18ª giornata - 12 febbraio 2020 Palazzetto dello sport, Bergamo | Bergamo         | 0 - 3 | Imoco                 | 21-25, 21-25, 23-25        |
| 19ª giornata - 16 febbraio 2020 PalaVerde, Villorba             | Imoco           | 3 - 0 | AGIL                  | 25-19, 25-17, 25-18        |
| 20ª giornata - 18 marzo 2020 PalaVerde, Villorba                | Imoco           | -     | Cuneo Granda          | annullata                  |
| 21ª giornata - 1º aprile 2020 Palazzetto dello Sport, Scandicci | Savino Del Bene | -     | Imoco                 | annullata                  |
| 22ª giornata - 4 aprile 2020 PalaVerde, Villorba                | Imoco           | -     | Wealth Planet Perugia | annullata                  |
| 23ª giornata - 7 marzo 2020 PalaVerde, Villorba                 | Imoco           | 3 - 0 | Millenium Brescia     | 25-12, 25-17, 25-14        |
| 24ª giornata - 15 marzo 2020 PalaMaddalene, Chieri              | Chieri '76      | -     | Imoco                 | annullata                  |
| 25ª giornata - 21 marzo 2020 PalaVerde, Villorba                | Imoco           | -     | San Casciano          | annullata                  |
| 26ª giornata - 28 marzo 2020 PalaPiantanida, Busto Arsizio      | UYBA            | -     | Imoco                 | annullata                  |

### Coppa Italia

#### Fase a eliminazione diretta
| Quarti di finale - 29 gennaio 2020 PalaVerde, Villorba      | Imoco | 3 - 0 | Chieri '76      | 25-21, 25-12, 25-14 |
| Semifinali - 1º febbraio 2020 PalaPiantanida, Busto Arsizio | Imoco | 3 - 0 | Savino Del Bene | 25-15, 25-19, 25-23 |
| Finale - 2 febbraio 2020 PalaPiantanida, Busto Arsizio      | Imoco | 3 - 0 | UYBA            | 25-20, 25-18, 25-16 |

### Supercoppa italiana

#### Fase a eliminazione diretta
| Quarti di finale - 16 novembre 2019 PalaLido, Milano | AGIL | 0 - 3 | Imoco | 20-25, 17-25, 21-25 |

### Campionato mondiale per club

#### Fase a gironi
| 1ª giornata - 3 dicembre 2019 Shaoxing Olympic Sports Center, Shaoxing | Imoco            | 3 - 1 | Eczacıbaşı | 25-20, 25-22, 22-25, 25-21        |
| 2ª giornata - 4 dicembre 2019 Shaoxing Olympic Sports Center, Shaoxing | Guangdong Hengda | 0 - 3 | Imoco      | 16-25, 22-25, 21-25               |
| 3ª giornata - 6 dicembre 2019 Shaoxing Olympic Sports Center, Shaoxing | Imoco            | 3 - 2 | Minas      | 25-17, 25-19, 20-25, 22-25, 28-26 |

#### Fase a eliminazione diretta
| Semifinali - 7 dicembre 2019 Shaoxing Olympic Sports Center, Shaoxing | Imoco | 3 - 2 | VakıfBank  | 25-23, 20-25, 25-23, 21-25, 23-21 |
| Finale - 8 dicembre 2019 Shaoxing Olympic Sports Center, Shaoxing     | Imoco | 3 - 1 | Eczacıbaşı | 22-25, 25-14, 25-19, 25-21        |

### Champions League

#### Fase a gironi
| 1ª giornata - 19 novembre 2019 PalaVerde, Villorba                       | Imoco     | 3 - 2 | Vasas     | 21-25, 25-20, 25-10, 23-25, 15-4 |
| 2ª giornata - 27 novembre 2019 Sala Sporturilor Târgu Mureș, Târgu Mureș | Alba-Blaj | 0 - 3 | Imoco     | 22-25, 14-25, 22-25              |
| 3ª giornata - 17 dicembre 2019 Complexe Sportif Mangin Beaulieu, Nantes  | Nantes    | 0 - 3 | Imoco     | 22-25, 18-25, 22-25              |
| 4ª giornata - 22 gennaio 2020 PalaVerde, Villorba                        | Imoco     | 3 - 0 | Alba-Blaj | 25-16, 25-16, 25-17              |
| 5ª giornata - 6 febbraio 2020 Érd Aréna, Érd                             | Vasas     | 0 - 3 | Imoco     | 12-25, 19-25, 13-25              |
| 6ª giornata - 18 febbraio 2020 PalaVerde, Villorba                       | Imoco     | 3 - 0 | Nantes    | 25-23, 25-19, 25-17              |

#### Fase a eliminazione diretta
| Quarti di finale (andata) - 4 marzo 2020 SCHARRena, Stoccarda  | MTV Stoccarda | 0 - 3 | Imoco         | 17-25, 16-25, 20-25 |
| Quarti di finale (ritorno) - 10 marzo 2020 PalaVerde, Villorba | Imoco         | -     | MTV Stoccarda | annullata           |

## Statistiche

### Statistiche di squadra
| Competizione                 | Punti | In casa | In casa | In casa | In trasferta | In trasferta | In trasferta | Totale | Totale | Totale |
| Competizione                 | Punti | G       | V       | P       | G            | V            | P            | G      | V      | P      |
| ---------------------------- | ----- | ------- | ------- | ------- | ------------ | ------------ | ------------ | ------ | ------ | ------ |
| Serie A1                     | 57    | 10      | 10      | 0       | 10           | 9            | 1            | 20     | 19     | 1      |
| Coppa Italia                 | -     | 1       | 1       | 0       | -            | -            | -            | 3      | 3      | 0      |
| Supercoppa italiana          | -     | -       | -       | -       | -            | -            | -            | 1      | 1      | 0      |
| Campionato mondiale per club | 8     | -       | -       | -       | -            | -            | -            | 5      | 5      | 0      |
| Champions League             | 17    | 3       | 3       | 0       | 4            | 4            | 0            | 7      | 7      | 0      |
| Totale                       | -     | 14      | 14      | 0       | 14           | 13           | 1            | 36     | 35     | 1      |

G = partite giocate; V = partite vinte; P = partite perse

### Statistiche dei giocatori
| Giocatore     | Serie A1 | Serie A1 | Serie A1 | Serie A1 | Serie A1 | Coppa Italia | Coppa Italia | Coppa Italia | Coppa Italia | Coppa Italia | Supercoppa italiana | Supercoppa italiana | Supercoppa italiana | Supercoppa italiana | Supercoppa italiana | Mondiale per club | Mondiale per club | Mondiale per club | Mondiale per club | Mondiale per club | Champions League | Champions League | Champions League | Champions League | Champions League | Totale | Totale | Totale | Totale | Totale |
| Giocatore     | P        | PT       | AV       | MV       | BV       | P            | PT           | AV           | MV           | BV           | P                   | PT                  | AV                  | MV                  | BV                  | P                 | PT                | AV                | MV                | BV                | P                | PT               | AV               | MV               | BV               | P      | PT     | AV     | MV     | BV     |
| ------------- | -------- | -------- | -------- | -------- | -------- | ------------ | ------------ | ------------ | ------------ | ------------ | ------------------- | ------------------- | ------------------- | ------------------- | ------------------- | ----------------- | ----------------- | ----------------- | ----------------- | ----------------- | ---------------- | ---------------- | ---------------- | ---------------- | ---------------- | ------ | ------ | ------ | ------ | ------ |
| A. Botezat    | 12       | 21       | 17       | 3        | 1        | 3            | 2            | 2            | 0            | 0            | 0                   | 0                   | 0                   | 0                   | 0                   | 2                 | 0                 | 0                 | 0                 | 0                 | 2                | 6                | 1                | 3                | 2                | 19     | 29     | 20     | 6      | 3      |
| M. De Gennaro | 17       | 0        | 0        | 0        | 0        | 3            | 0            | 0            | 0            | 0            | 1                   | 0                   | 0                   | 0                   | 0                   | 5                 | 0                 | 0                 | 0                 | 0                 | 5                | 0                | 0                | 0                | 0                | 31     | 0      | 0      | 0      | 0      |
| R. de Kruijf  | 17       | 152      | 108      | 30       | 14       | 3            | 31           | 20           | 10           | 1            | 1                   | 8                   | 5                   | 3                   | 0                   | 5                 | 51                | 35                | 9                 | 7                 | 5                | 44               | 24               | 14               | 6                | 31     | 286    | 192    | 66     | 28     |
| P. Egonu      | 16       | 276      | 224      | 21       | 31       | 3            | 53           | 46           | 4            | 3            | 1                   | 26                  | 20                  | 4                   | 2                   | 6                 | 110               | 87                | 12                | 11                | 4                | 119              | 107              | 5                | 7                | 30     | 584    | 484    | 46     | 54     |
| T. Enweonwu   | 6        | 48       | 31       | 5        | 12       | 1            | 0            | 0            | 0            | 0            | 0                   | 0                   | 0                   | 0                   | 0                   | 4                 | 12                | 8                 | 4                 | 0                 | 1                | 23               | 16               | 1                | 6                | 12     | 83     | 55     | 10     | 18     |
| E. Fersino    | 12       | 0        | 0        | 0        | 0        | 0            | 0            | 0            | 0            | 0            | 1                   | 0                   | 0                   | 0                   | 0                   | 5                 | 0                 | 0                 | 0                 | 0                 | 2                | 0                | 0                | 0                | 0                | 20     | 0      | 0      | 0      | 0      |
| R. Folie      | 12       | 113      | 74       | 27       | 12       | 2            | 19           | 14           | 4            | 1            | 1                   | 10                  | 7                   | 2                   | 1                   | 4                 | 48                | 31                | 16                | 1                 | 4                | 37               | 25               | 11               | 1                | 23     | 227    | 151    | 50     | 16     |
| J. Geerties   | 18       | 60       | 49       | 6        | 5        | 3            | 0            | 0            | 0            | 0            | 1                   | 0                   | 0                   | 0                   | 0                   | 6                 | 21                | 20                | 0                 | 1                 | 5                | 15               | 10               | 3                | 2                | 33     | 96     | 79     | 9      | 8      |
| G. Gennari    | 10       | 23       | 9        | 4        | 10       | 3            | 2            | 0            | 0            | 2            | 0                   | 0                   | 0                   | 0                   | 0                   | 4                 | 1                 | 1                 | 0                 | 0                 | 2                | 2                | 0                | 1                | 1                | 19     | 28     | 10     | 5      | 13     |
| K. Hill       | 14       | 141      | 126      | 8        | 7        | 3            | 24           | 22           | 2            | 0            | 1                   | 7                   | 5                   | 0                   | 2                   | 5                 | 42                | 34                | 3                 | 5                 | 5                | 61               | 56               | 3                | 2                | 28     | 275    | 243    | 16     | 16     |
| C. Ogbogu     | 10       | 97       | 63       | 31       | 3        | 1            | 5            | 4            | 1            | 0            | 0                   | 0                   | 0                   | 0                   | 0                   | 6                 | 68                | 49                | 14                | 5                 | 2                | 21               | 13               | 8                | 0                | 19     | 191    | 129    | 54     | 8      |
| I. Sorokaite  | 16       | 118      | 92       | 8        | 18       | 1            | 0            | 0            | 0            | 0            | 1                   | 0                   | 0                   | 0                   | 0                   | 5                 | 40                | 33                | 3                 | 4                 | 4                | 18               | 15               | 2                | 1                | 27     | 176    | 140    | 13     | 23     |
| M. Sylla      | 13       | 148      | 125      | 17       | 6        | 3            | 25           | 16           | 8            | 1            | 1                   | 7                   | 7                   | 8                   | 8                   | 4                 | 35                | 28                | 3                 | 4                 | 4                | 37               | 25               | 11               | 1                | 25     | 252    | 201    | 39     | 12     |
| J. Wołosz     | 15       | 31       | 12       | 11       | 8        | 3            | 6            | 2            | 3            | 1            | 1                   | 1                   | 1                   | 0                   | 0                   | 7                 | 23                | 6                 | 11                | 6                 | 5                | 13               | 4                | 7                | 2                | 31     | 74     | 25     | 32     | 17     |

P = presenze; PT = punti totali; AV = attacchi vincenti; MV = muri vincenti; BV = battute vincenti